# عزيز أباد (فيروزآباد)
عزيز أباد (بالفارسية: عزیزآباد) هي قرية تقع في قسم خواجه‌اي الريفي في إيران. يقدر عدد سكانها بـ 50 نسمة بحسب إحصاء 2016.